# Сеоска кућа са „јазлуком”
Сеоска кућа са „јазлуком (тремом)” налази се у Брестовцу, насељеном месту на територији општине Неготин, представља непокретно културно добро као споменик културе.

## Опис куће
Брвнара са „јазлуком” налази се у дворишту сеоске Основне школе и грађена је вероватно 1885. године када је саграђена и школа. Брвнара је мањих димензија правоугаоне основе са тремом по целој дужини са јужне стране, испод чије је стрехе постављено неколико храстових стубова, делимично украшених. Конструкција се састоји из вертикално постављених дрвених стубова, преко темељача који належу непосредно на темељне зидове од ломљеног камена. 
Кров куће је четвороводни покривен ћерамидом, преко густо закованих баскија. Сви зидови куће, олепљени су блатним малтером. Кућа се састоји из два одељења приближно једнаких подних површина и са унутарњом висином од 2,30m. У првом одељењу-„кући” где се улази из трема, налази се огњиште уз преградни зид, који одваја „кућу” од собе. Лево од огњишта уграђњен је „долап” за остављање посуђа. Плафон у „кући” изведен је од дасака закованих преко тавањача, а у соби омалтерисан док су подови у обе собе од набијене земље. 
У ентеријеру куће, сачувано је доста од посуђа и другог старинског покућства, претежно од дрвета и керамике. Као једна од најстаријих кућа у селу са довољно очуваним материјалним подацима на лицу места који говоре о начину градње, спољњем и унутарњем обликовању, као и опремању сеоских кућа на територији Неготинске Крајине, веома је значајан пример народног градитељства тог краја.